# 흰부리딱따구리
흰부리딱다구리(Campephilus principalis)는 딱따구리과의 종중 상당히 큰 편으로, 미국 루이지애나주나 아칸소주같은 지역에 서식했었던걸로 알려진 종이다. 많은 조류학자들은 이들이 20세기 말에 멸종된 것으로 여기고 있었다. 그러나 아직 목격담이 들려오고 있으며 1999년부터 시작된 탐색후 2004년에 아칸소주에서 흰부리딱다구리로 보이는 영상이 찍혔으나 제대로된 판정이 나지 않았다. 이후에도 목격담이 계속 들려오고 있으나 여전히 확실하지 않은 상태다.
1. ↑  BirdLife International (2020). “Campephilus principalis”. 《IUCN 적색 목록》 (IUCN) 2020: e.T22681425A182588014. doi:10.2305/IUCN.UK.2020-3.RLTS.T22681425A182588014.en. 2021년 11월 19일에 확인함.
2. ↑  “NatureServe Explorer 2.0”. 《explorer.natureserve.org》. 2022년 3월 28일에 확인함.